# Bouea macrophylla
Мапранг, Маріанська слива (Bouea macrophylla) — вічнозелене дерево роду Bouea.

## Будова
Невеличке дерево з їстівними оранжевими плодами що схожі на манго чи абрикос.

Мапранг на марці Малайзії

## Практичне використання
Плоди мапрангу їдять свіжі, а також приготовлені у сиропі. Незрілі дрібно нарізані плоди використовують як інгредієнт приправи самбал. Квашені зелені мапронги їдять у індонезійській страві асінан. З молодого листя готують салат, яки заправляють самбалом. Вирощується по усій Південно-східній Азії.

## Мапранг на марках
- 1995, пошта Індонезії
- 1998, пошта Малайзії
- 2006, пошта Індонезії